# Kraina Elfów (film)
Kraina Elfów (ang. Faeries) – animowany film familijny z 1999 roku w reżyserii Gary'ego Hursta.

## Dubbing
- Kate Winslet – Brigid
- Jeremy Irons – Shapeshifter
- Dougray Scott – Książę Faery
- June Whitfield – pani Combs
- John Sessions – Chudley
- Tony Robinson – Broom
- Tracy Ann Oberman – Tippycott
- Elizabeth Morton – Księżniczka Brigid
- Jane Horrocks – Huccaby
- Charlotte Coleman – Merrivale